# Bruchhausen-Vilsen
Bruchhausen-Vilsen là một đô thị thuộc huyện Diepholz, trong bang Niedersachsen, Đức. Đô thị này có diện tích 41,31 km². Đô thị này có cự ly 38 km (24 mile) về phía đông nam của Bremen. Các đô thị giáp ranh gồm Berxen, Bruchhöfen, Bruchmühlen, Dille, Gehlbergen, Heiligenberg, Homfeld, Nenndorf, Riethausen, Stapelshorn và Wöpse tất cả đều thuộc Bruchhausen-Vilsen. Bruchhausen-Vilsen là thủ phủ của Samtgemeinde ("đô thị tập thể") Bruchhausen-Vilsen.